# Home Guard (Nueva Zelanda)
La Home Guard fue una organización de defensa neozelandesa durante la Segunda Guerra Mundial, que fue fundada con el fin de defender Nueva Zelanda de la amenaza de una invasión japonesa.

## Historia
La Home Guard, basada en su equivalente británica, fue formada en 1940. La membresía era voluntaria al inicio, con una edad mínima de 15 años pero sin límite superior. A partir de 1942, la membresía fue obligatoria para aquellos con edades entre los 35 y 50 años.
Una de las responsabilidades clave de la Home Guard era la misión de destruir cualquier infraestructura, en especial puentes, que pudiese ser empleada por las fuerzas invasoras japonesas. En Auckland Oriental, la Home Guard estaba predominantemente compuesta por granjeros a caballo que habían sido eximidos del servicio militar. Ellos llevaron a cabo maniobras en 1942, incluyendo una en donde registraron el tiempo que tomaba ir desde el puerto de Manukau hasta el puerto de Waitematā en Eastern Beach. A los granjeros que habían servido en la Primera Guerra Mundial se les encargó la construcción de obstáculos en las playas, como alambradas de púa, además de fortines de hormigón. En cada extremo de Eastern Beach se encontraban estos fortines. La estación de radio de onda larga de Punta Musick fue equipada con refugios antibombas desde donde podían operar equipos de radio de emergencia. Se impuso el apagón y la Home Guard se encargaba de vigilar su cumplimiento. El muelle de madera en Bucklands Beach, que se creía capaz de ayudar un desembarco japonés, fue demolido en 1942.
Los miembros de la Home Guard que habían servido a tiempo completo por 28 días o a medio tiempo por 6 meses, eran candidatos para recibir la Medalla de Servicio de Guerra neozelandesa. En su máxima membresía, la Home Guard tenía aproximadamente 119.000-123.000 hombres.